# Aloisius Muench
Aloysius Joseph Muench (ur. 18 lutego 1889 w Milwaukee, zm. 15 lutego 1962 w Rzymie) – duchowny amerykański, kardynał.

## Życiorys
Studiował w seminarium Św. Franciszka w Milwaukee i na uniwersytecie stanowym Wisconsin w Madison, następnie na uczelniach zagranicznych – Fribourg, Louvain, Oxford, Cambridge i Sorbona. Święcenia kapłańskie przyjął 8 czerwca 1913 w Milwaukee. Pracował jako duszpasterz w archidiecezji Milwaukee, wykładowca i rektor seminarium Św. Franciszka w Milwaukee; 10 sierpnia 1935 został mianowany biskupem Fargo (Dakota Północna), przyjął sakrę biskupią z rąk abp. Amleto Giovanni Cicognaniego. 1946–1949 był wikariuszem wojskowym przy siłach amerykańskich stacjonujących w Niemczech i zarazem wizytatorem apostolskim w Niemczech, 1949–1951 regent nuncjatury w Niemczech, od 1951 nuncjusz apostolski w Niemczech. 1950 został podniesiony do rangi arcybiskupa (ad personam), 1959 otrzymał tytularną stolicę arcybiskupią Selimbria. 14 grudnia 1959 papież Jan XXIII mianował go kardynałem prezbiterem, z kościołem tytularnym św. Bernarda przy Termach. Zmarł 15 lutego 1962 w Rzymie. Pochowano go na cmentarzu św. Krzyża w Fargo (Północna Dakota).